# Un vieux hippy
 (avril 2021).
Si vous disposez d'ouvrages ou d'articles de référence ou si vous connaissez des sites web de qualité traitant du thème abordé ici, merci de compléter l'article en donnant les références utiles à sa vérifiabilité et en les liant à la section « Notes et références ».
Pour les articles homonymes, voir Hippie (homonymie).
Un vieux hippy est le deuxième album de l'artiste country acadien Cayouche sorti en 1994.

## Liste des pistes
1. Dans la City (3:11)
2. Goo'day (3:42)
3. Boutlegger (2:37)
4. Le frigidaire (4:15)
5. C'est du fun à être fou (2:58)
6. Les enfants à coup d'botte (2:43)
7. J'ai 40 ans (3:35)
8. Moi j'm'en rappelle (3:48)
9. Export "A" (1:53)
10. La crotte dans la pipe (2:25)
11. Le nord du Nouveau-Brunswick (3:04)
12. La chaîne de mon tracteur (2:20)
13. L'hiver s'en vient (2:59)
14. Innocent (3:32)
15. Le p'tit Jeep à André (2:10)
16. Le bon vieux temps (2:30)
17. Les bas de laine (2:17)

## Ventes et certifications
| Région | Certification | Ventes/Streams |
| ------ | ------------- | -------------- |
| ?      | ?             | 25 000         |

## Récompenses
- 1996 : Meilleur enregistrement francophone de l'année aux East coast music awards[2]
- 1997 :  Album de l’année au gala FM de la FrancoFete de Moncton[3]